# Laurence Olivier Awards 2019
Die 43. Laurence Olivier Awards 2019 wurden am 7. April 2019 in der Royal Albert Hall in London von der Society of London Theatre vergeben, um herausragende Theater- und Musicalproduktionen zu würdigen. Ausgezeichnet wurden Produktionen der Theatersaison 2018/2019, die zwischen dem 22. Februar 2018 und dem 19. Februar 2019 in einem Theater Premiere hatten, das durch die Mitgliedschaft der Society of London Theatre vertreten ist, sofern sie mindestens 30 Mal aufgeführt wurden. Die Preisverleihung wurde von Jason Manford moderiert.

## Hintergrund
Der Laurence Olivier Award (auch Olivier Award) ist ein seit 1976 jährlich vergebener britischer Theater- und Musicalpreis. Er gilt als höchste Auszeichnung im britischen Theater und ist vergleichbar mit dem Tony Award am amerikanischen Broadway. Verliehen wird die Auszeichnung von der Society of London Theatre. Ausgezeichnet werden herausragende Darsteller und Produktionen einer Theatersaison, die im Londoner West End zu sehen waren. Die Auszeichnungen hießen zunächst Society of West End Theatre Awards und wurden 1985 zu Ehren des renommierten britischen Schauspielers Laurence Olivier in Laurence Olivier Awards umbenannt. Die Nominierten und Gewinner der Laurence Olivier Awards „werden jedes Jahr von einer Gruppe angesehener Theaterfachleute, Theaterkoryphäen und Mitgliedern des Publikums ausgewählt, die wegen ihrer Leidenschaft für das Londoner Theater“ bekannt sind.

## Gewinner und Nominierte
Die Nominierten wurden am 5. März 2019 in 26 Kategorien bekannt gegeben.
| Bestes neues Theaterstück | Bestes neues Musical |
| --- | --- |
| - The Inheritance von Matthew Lopez, auf Basis des Originalwerkes von E. M. Forster – Young Vic Theatre und Noël Coward Theatre - The Lehman Trilogy von Stefano Massini, adaptiert von Ben Power – National Theatre Lyttelton - Misty von Arinzé Kene – Trafalgar Studios 1 - Sweat von Lynn Nottage – Donmar Warehouse | - Come from Away – Phoenix Theatre - Fun Home – Young Vic Theatre - Six – Arts Theatre - Tina – Aldwych Theatre |
| Beste Wiederaufnahme Theaterstück | Beste Wiederaufnahme Musical |
| - Summer and Smoke – Almeida Theatre und Duke of York’s Theatre - King Lear – Duke of York’s Theatre - The Lieutenant of Inishmore – Noël Coward Theatre - The Price – Wyndham’s Theatre | - Company – Gielgud Theatre - Caroline, or Change – Playhouse Theatre - The King and I – London Palladium |
| Beste neue Comedy | Bestes Entertainment |
| - Home, I’m Darling von Laura Wade – National Theatre Dorfman und Duke of York’s Theatre - Nine Night von Natasha Gordon – National Theatre Dorfman und Trafalgar Studios 1 - Quiz von James Graham – Noël Coward Theatre | - A Monster Calls – Old Vic Theatre - Snow White – London Palladium - Songs for Nobodies – Ambassadors Theatre - The Wider Earth – Jerwood Gallery, Natural History Museum |
| Bester Darsteller Theaterstück | Beste Darstellerin Theaterstück |
| - Kyle Soller als Eric Glass in The Inheritance – Young Vic Theatre und Noël Coward Theatre - Simon Russell Beale, Adam Godley und Ben Miles als Henry Lehman, Emanuel Lehman und Mayer Lehman in The Lehman Trilogy – National Theatre Lyttelton - Arinzé Kene als Arinzé in Misty – Trafalgar Studios 1 - Ian McKellen als Lear in King Lear – Duke of York’s Theatre - David Suchet als Gregory Solomon in The Price – Wyndham’s Theatre | - Patsy Ferran als Alma Winemiller in Summer and Smoke – Almeida Theatre und Duke of York’s Theatre - Gillian Anderson als Margo Channing in All About Eve – Noël Coward Theatre - Eileen Atkins als Madeleine in The Height of the Storm – Wyndham’s Theatre - Sophie Okonedo als Cleopatra in Antony and Cleopatra – National Theatre Olivier - Katherine Parkinson als Judy in Home, I’m Darling – National Theatre Dorfman und Duke of York’s Theatre                      |
| Bester Darsteller Musical | Beste Darstellerin Musical |
| - Kobna Holdbrook-Smith als Ike Turner in Tina – Aldwych Theatre - Marc Antolin als Seymour Krelborn in Little Shop of Horrors – Regent’s Park Open Air Theatre - Zubin Varla als Bruce Bechdel in Fun Home – Young Vic Theatre - Ken Watanabe als The King of Siam in The King and I – London Palladium | - Sharon D. Clarke als Caroline Thibodeaux in Caroline, or Change – Playhouse Theatre - Rosalie Craig als Bobbie in Company – Gielgud Theatre - Kelli O’Hara als Anna Leonowens in The King and I – London Palladium - Adrienne Warren als Tina Turner in Tina – Aldwych Theatre |
| Bester Nebendarsteller Theaterstück | Beste Nebendarstellerin Theaterstück |
| - Chris Walley als Davey in The Lieutenant of Inishmore – Noël Coward Theatre - Keir Charles als Chris Tarrant und andere Rollen in Quiz – Noël Coward Theatre - Adam Gillen als Chris Smith in Killer Joe – Trafalgar Studios 1 - Adrian Lukis als Walter Franz in The Price – Wyndham’s Theatre - Malcolm Sinclair als Dwight D. Eisenhower in Pressure – Ambassadors Theatre | - Monica Dolan als Karen Richards in All about Eve – Noël Coward Theatre - Susan Brown als Sylvia in Home, I’m Darling – National Theatre Dorfman und Duke of York’s Theatre - Cecilia Noble als Aunt Maggie in Nine Night – National Theatre Dorfman und Trafalgar Studios 1 - Vanessa Redgrave als Margaret in The Inheritance – Young Vic Theatre und Noël Coward Theatre                                                                                                   |
| Bester Nebendarsteller Musical | Beste Nebendarstellerin Musical |
| - Jonathan Bailey als Jamie in Company – Gielgud Theatre - Clive Carter als Claude und andere Rollen in Come from Away – Phoenix Theatre - Richard Fleeshman als Andy in Company – Gielgud Theatre - Robert Hands als Doug, Nick und andere Rollen in Come from Away – Phoenix Theatre | - Patti LuPone als Joanne in Company – Gielgud Theatre - Aimie Atkinson, Alexia McIntosh, Millie O’Connell, Natalie Paris, Maiya Quansah-Breed und Jarneia Richard-Noel als Katherine Howard, Anne of Cleves, Anne Boleyn, Jane Seymour, Catherine Parr und Catherine of Aragon in Six – Arts Theatre - Ruthie Ann Miles als Lady Thiang in The King and I – London Palladium - Rachel Tucker als Annette, Beverley Bass und andere Rollen in Come from Away – Phoenix Theatre |
| Bester Regisseur / Beste Regisseurin | Bester Choreograph / Beste Choreographin |
| - Stephen Daldry für The Inheritance – Young Vic Theatre und Noël Coward Theatre - Christopher Ashley für Come from Away – Phoenix Theatre - Marianne Elliott für Company – Gielgud Theatre - Rebecca Frecknall für Summer and Smoke – Almeida Theatre und Duke of York’s Theatre - Sam Mendes für The Lehman Trilogy – National Theatre Lyttelton | - Kelly Devine für Come from Away – Phoenix Theatre - Christopher Gattelli (auf Basis der Choreographie von Jerome Robbins) für The King and I – London Palladium - Carrie-Anne Ingrouille für Six – Arts Theatre - Liam Steel für Company – Gielgud Theatre |
| Bester Bühnenbildner / Beste Bühnenbildnerin | Bester Kostümdesigner / Beste Kostümdesignerin |
| - Bunny Christie für Company – Gielgud Theatre - Bob Crowley für The Inheritance – Young Vic Theatre und Noël Coward Theatre - Es Devlin für The Lehman Trilogy – National Theatre Lyttelton - Anna Fleischle für Home, I’m Darling – National Theatre Dorfman und Duke of York’s Theatre | - Catherine Zuber für The King and I – London Palladium - Fly Davis für Caroline, or Change – Playhouse Theatre - Anna Fleischle für Home, I’m Darling – National Theatre Dorfman und Duke of York’s Theatre - Gabriella Slade für Six – Arts Theatre |
| Bester Lichtdesigner / Beste Lichtdesignerin | Bester Sounddesigner / Beste Sounddesignerin |
| - Jon Clark für The Inheritance – Young Vic Theatre und Noël Coward Theatre - Neil Austin für Company – Gielgud Theatre - Howell Binkley für Come from Away – Phoenix Theatre - Lee Curran für Summer and Smoke – Almeida Theatre und Duke of York’s Theatre | - Gareth Owen für Come from Away – Phoenix Theatre - Paul Arditti und Christopher Reid for The Inheritance – Young Vic Theatre und Noël Coward Theatre - Mike Beer für A Monster Calls – Old Vic Theatre - Carolyn Downing für Summer and Smoke – Almeida Theatre und Duke of York’s Theatre - Nick Powell für The Lehman Trilogy – National Theatre Lyttelton |
| Herausragende Leistungen Musik | |
| - David Hein und Irene Sankoff für die Liedtexte, die Musik und das Buch; Ian Eisendrath für Arrangement und musikalische Gestaltung; August Eriksmoen für die Orchestrierung; Alan Berry als Dirigent und das Orchester für seine Leistung in Come from Away – Phoenix Theatre - Lisa Kron für Liedtexte und Buch und Jeanine Tesori für die Komposition von Fun Home – Young Vic Theatre - Paul Englishby für die Komposition von The Inheritance – Young Vic Theatre und Noël Coward Theatre - Benji Bower für Komposition und Performance und Will Bower für die Performance in A Monster Calls – Old Vic Theatre - Joe Beighton, Tom Curran, Toby Marlow und Lucy Moss für Orchestrierung, Komposition das Gesangsarrangement in Six – Arts Theatre | |
| Herausragende Leistungen Ballett | Beste neue Ballettproduktion |
| - Blkdog von Botis Seva – Sadler’s Wells Theatre - 16 + A Room/Solo Echo/Bill von Ballet British Columbia – Sadler’s Wells Theatre - Playlist (Track 1, 2) von William Forsythe – English National Ballet im Sadler’s Wells Theatre - The Unknown Soldier von Alastair Marriott – Royal Ballet im Royal Opera House | - Akram Khan für seine Leistung in Xenos – Sadler’s Wells Theatre - John MacFarlane für das Bühnenbild von Swan Lake – Royal Opera House - Dimitris Papaioannou für die Choreographie in The Great Tamer – Sadler’s Wells Theatre |
| Herausragende Leistungen Oper | Beste neue Opernproduktion |
| - Katya Kabanova – Royal Opera House - Lessons in Love and Violence – Royal Opera House - The Turn of the Screw – Regent’s Park Open Air Theatre | - Das Ensemble für seine Leistungen in Porgy and Bess – London Coliseum - David Butt Philip und Roderick Williams für ihre Leistungen in War Requiem – London Coliseum - Der Chor der English National Opera für ihre Leistungen in Paul Bunyan – Wilton’s Music Hall - Andris Nelsons als Dirigent von Lohengrin – Royal Opera House |
| Herausragende Theaterleistungen | |
| - Flesh and Bone – Soho Theatre - Moe Bar-El für seine Leistung als Kareem in Every Day I Make Greatness Happen – Hampstead Theatre Downstairs - Jonathan Hyde für seine Leistung als Beau in Gently Down the Stream – Park Theatre - The Phlebotomist – Hampstead Theatre Downstairs - Athena Stevens für ihr Theaterstück Schism – Park Theatre | |

## Sonderpreise
| Kategorie                         | Preisträger    |
| --------------------------------- | -------------- |
| Sonderpreis der Society of London | Matthew Bourne |

## Statistik

### Mehrfache Nominierungen
- 9 Nominierungen: Come from Away, Company
- 8 Nominierungen: The Inheritance
- 6 Nominierungen: The King and I
- 5 Nominierungen: Home, I’m Darling, The Lehman Trilogy, Six, Summer and Smoke
- 3 Nominierungen: A Monster Calls, Caroline, or Change, Fun Home, The Price, Tina
- 2 Nominierungen: All about Eve, King Lear, The Lieutenant of Inishmore, Misty, Nine Night, Quiz

### Mehrfache Gewinne
- 4 Gewinne: Come from Away,  Company, The Inheritance
- 2 Gewinne: Summer and Smoke